# ده مشهدي عباس (كفشكنان)
ده مشهدي عباس (بالفارسية: ده مشهدی عباس) هي قرية تقع في إيران في قسم کفشکنان الريفي.